# Міністерство житлово-цивільного будівництва Української РСР
Міністерство житлово-цивільного будівництва Української РСР — республіканське міністерство, входило до системи органів житлово-цивільного будівництва СРСР і підлягало в своїй діяльності Раді Міністрів УРСР.

## Історія
Створене з Народного комісаріату житлово-цивільного будівництва УРСР у березні 1946 року у зв'язку з переформуванням наркоматів. З 15 вересня 1954 року мало назву Міністерство міського і сільського будівництва УРСР. 31 травня 1957 року ліквідоване. 

## Народні комісари житлово-цивільного будівництва УРСР
- Садовський Федір Титович (1943—1946)

## Міністри житлово-цивільного (міського і сільського) будівництва УРСР
- Садовський Федір Титович (1946—1948)
- Суховольський Марко Львович (1948—1949)
- Козюля Іван Корнилович (1949—1954)
- Онищенко Вадим Прохорович (1954—1957)